# Līga Dekmeijere
Līga Dekmeijere (née le 21 mai 1983) est une joueuse de tennis lettonne, professionnelle des années 2000.
Durant sa carrière, elle a remporté un tournoi WTA en double dames.

## Palmarès

### Titre en double dames
| No | Date       | Nom et lieu du tournoi       | Catégorie | Dotation  | Surface      | Partenaire      | Finalistes                      | Score    |          |
| -- | ---------- | ---------------------------- | --------- | --------- | ------------ | --------------- | ------------------------------- | -------- | -------- |
| 1  | 11-02-2008 | Coupe Cachantún Viña del Mar | Tier III  | 200 000 $ | Terre (ext.) | Alicja Rosolska | Mariya Koryttseva Julia Schruff | 7-5, 6-3 | Parcours |

### Finales en double dames
| No | Date       | Nom et lieu du tournoi            | Catégorie | Dotation    | Surface         | Vainqueures                         | Partenaire          | Score             |          |
| -- | ---------- | --------------------------------- | --------- | ----------- | --------------- | ----------------------------------- | ------------------- | ----------------- | -------- |
| 1  | 31-10-2005 | Challenge Bell Québec             | Tier III  | 170 000 $   | Moquette (int.) | Anastasia Rodionova Elena Vesnina   | Ashley Harkleroad   | 6-74, 6-4, 6-2    | Parcours |
| 2  | 09-01-2006 | Canberra Women’s Classic Canberra | Tier IV   | 145 000 $   | Dur (ext.)      | Marta Domachowska Roberta Vinci     | Claire Curran       | 7-65, 6-3         | Parcours |
| 3  | 15-06-2008 | Ordina Open Bois-le-Duc           | Tier III  | 175 000 $   | Gazon (ext.)    | Marina Erakovic Michaëlla Krajicek  | Angelique Kerber    | 6-3, 6-2          | Parcours |
| 4  | 13-04-2009 | Family Circle Cup Charleston      | Premier   | 1 000 000 $ | Terre (ext.)    | Bethanie Mattek-Sands Nadia Petrova | Patty Schnyder      | 6-75, 6-2, [11-9] | Parcours |
| 5  | 10-01-2011 | Moorilla International Hobart     | Intern'l  | 220 000 $   | Dur (ext.)      | Sara Errani Roberta Vinci           | Kateryna Bondarenko | 6-3, 7-5          | Parcours |
| 6  | 19-08-2012 | Texas Tennis Open Dallas          | Intern'l  | 220 000 $   | Dur (ext.)      | Marina Erakovic Heather Watson      | Irina Falconi       | 6-3, 6-0          | Parcours |

## Parcours en Grand Chelem

### En simple
N'a jamais participé à un tableau final.

### En double dames
| Année | Open d'Australie             | Open d'Australie           | Internationaux de France    | Internationaux de France   | Wimbledon                     | Wimbledon                   | US Open                       | US Open                    |
| ----- | ---------------------------- | -------------------------- | --------------------------- | -------------------------- | ----------------------------- | --------------------------- | ----------------------------- | -------------------------- |
| 2005  | 2e tour (1/16) Nana Miyagi   | M. Sequera Meilen Tu       | -                           | -                          | -                             | -                           | 1er tour (1/32) Karatantcheva | J. Janković Tina Križan    |
| 2006  | 1er tour (1/32) Mariana Díaz | Amy Frazier Janet Lee      | 2e tour (1/16) P. Schnyder  | M. Bartoli Shahar Peer     | 1er tour (1/32) Kaia Kanepi   | A.-L. Grönefeld Shaughnessy | 1er tour (1/32) V. Bardina    | C. Castaño Jill Craybas    |
| 2007  | -                            | -                          | -                           | -                          | -                             | -                           | 1er tour (1/32) J. Vakulenko  | Ágnes Szávay V. Uhlířová   |
| 2008  | -                            | -                          | -                           | -                          | -                             | -                           | 2e tour (1/16) T. Pironkova   | J. Husárová Peng Shuai     |
| 2009  | 1er tour (1/32) A. Wozniak   | M. Kirilenko F. Pennetta   | 1er tour (1/32) A. Wozniak  | Hsieh Su-Wei Peng Shuai    | 1er tour (1/32) V. Kutuzova   | M. Rybáriková Y. Wickmayer  | 2e tour (1/16) Julie Ditty    | Vania King M. Niculescu    |
| 2010  | 2e tour (1/16) E. Baltacha   | M. Kirilenko A. Radwańska  | -                           | -                          | 1er tour (1/32) Petra Kvitová | S. Kuznetsova Aravane Rezaï | 1er tour (1/32) A. Kerber     | J. Gajdošová K. Zakopalová |
| 2011  | 2e tour (1/16) Ayumi Morita  | I. Benešová B. Z. Strýcová | 2e tour (1/16) Ágnes Szávay | Květa Peschke K. Srebotnik | -                             | -                           | 2e tour (1/16) J. Janković    | J. Pegula T. Townsend      |
| 2012  | 1er tour (1/32) Kondratieva  | B. Bobusic Sacha Jones     | 3e tour (1/8) T. Tanasugarn | A. Hlaváčková L. Hradecká  | 2e tour (1/16) V. Lepchenko   | Raquel Kops A. Spears       | 2e tour (1/16) Mervana Jugić  | N. Grandin V. Uhlířová     |
| 2013  | 1er tour (1/32) Annika Beck  | S. Kuznetsova Y. Wickmayer | 2e tour (1/16) Mona Barthel | Vania King M. Niculescu    | 1er tour (1/32) Mona Barthel  | Megan Moulton Zhang Shuai   | 2e tour (1/16) Mona Barthel   | J. Janković Mirjana Lučić  |
| 2014  | 1er tour (1/32) Chuang C.J.  | Raquel Kops A. Spears      | -                           | -                          | -                             | -                           | -                             | -                          |

Sous le résultat, la partenaire ; à droite, l’ultime équipe adverse.

### En double mixte
| Année | Open d'Australie | Open d'Australie | Internationaux de France | Internationaux de France | Wimbledon                   | Wimbledon               | US Open | US Open |
| ----- | ---------------- | ---------------- | ------------------------ | ------------------------ | --------------------------- | ----------------------- | ------- | ------- |
| 2003  | -                | -                | -                        | -                        | 1er tour (1/32) J. I. Chela | J. Russell J. Erlich    | -       | -       |
| 2009  | -                | -                | -                        | -                        | 1er tour (1/32) Dick Norman | S. Bammer J. Cerretani  | -       | -       |
| 2013  | -                | -                | -                        | -                        | 1er tour (1/32) J. Levinský | Donna Vekić James Blake | -       | -       |

Sous le résultat, le partenaire ; à droite, l’ultime équipe adverse.

## Parcours en «Premier Mandatory» et «Premier 5»
Découlant d'une réforme du circuit WTA inaugurée en 2009, les tournois WTA « Premier Mandatory » et « Premier 5 » constituent les catégories d'épreuves les plus prestigieuses, après les quatre levées du Grand Chelem.

### En double dames
N.B. : le nom de la partenaire se trouve sous le résultat ; le nom des ultimes adversaires se trouve à droite.

## Classements WTA en fin de saison

### En simple
| Année | 1999 | 2000 | 2001 | 2002 | 2003 | 2004 | 2005 | 2006 | 2007 | 2008 | 2009 | 2010 | 2011 | 2012 |
| Rang  | 772  | 602  | 459  | 288  | 508  | 445  | 372  | 353  | 470  | 536  | 842  | 693  | 663  | 1117 |

Source : (en) « Classements de Līga Dekmeijere », sur le site officiel du WTA Tour

### En double
| Année | 1999 | 2000 | 2001 | 2002 | 2003 | 2004 | 2005 | 2006 | 2007 | 2008 | 2009 | 2010 | 2011 | 2012 |
| Rang  | 570  | 447  | 261  | 203  | 174  | 150  | 85   | 95   | 129  | 75   | 67   | 90   | 70   | 74   |

Source : (en) « Classements de Līga Dekmeijere », sur le site officiel du WTA Tour